# Echte Zaunwinde
Die Echte Zaunwinde (Calystegia sepium) ist eine Pflanzenart aus der Gattung Zaunwinden (Calystegia) innerhalb der Familie der Windengewächse (Convolvulaceae).

## Beschreibung

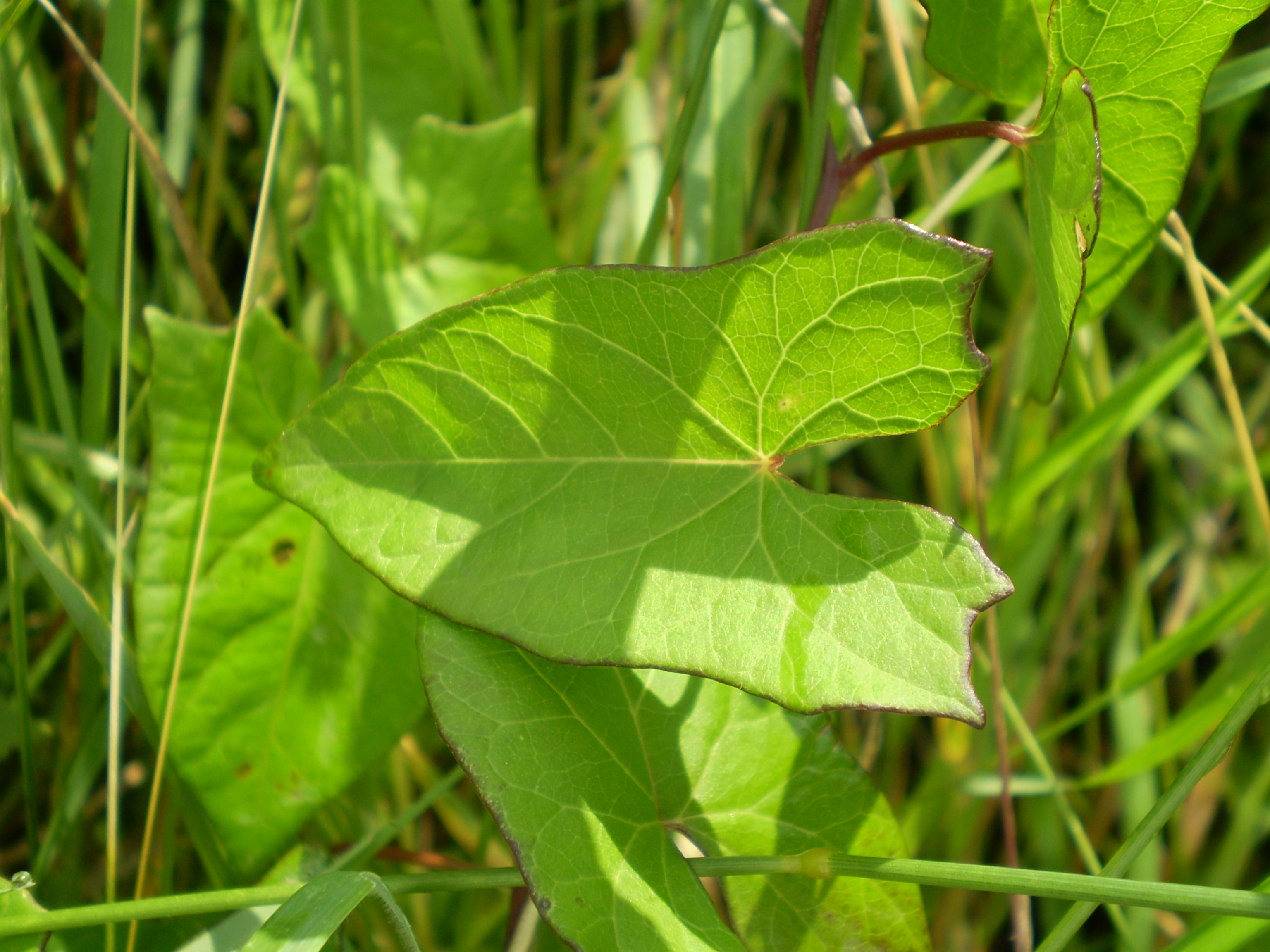
Laubblatt

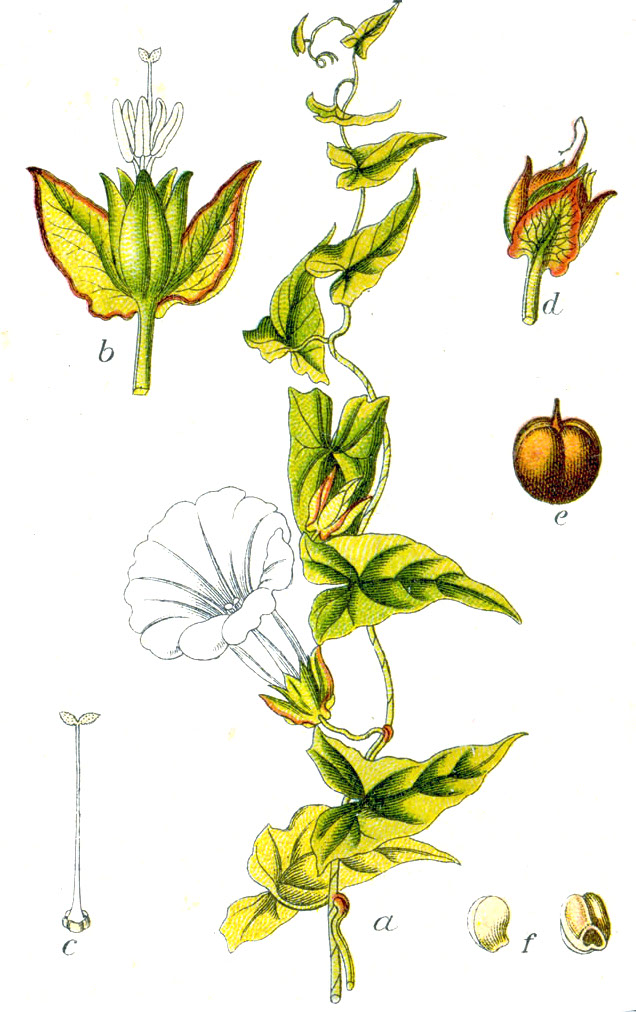
Illustration

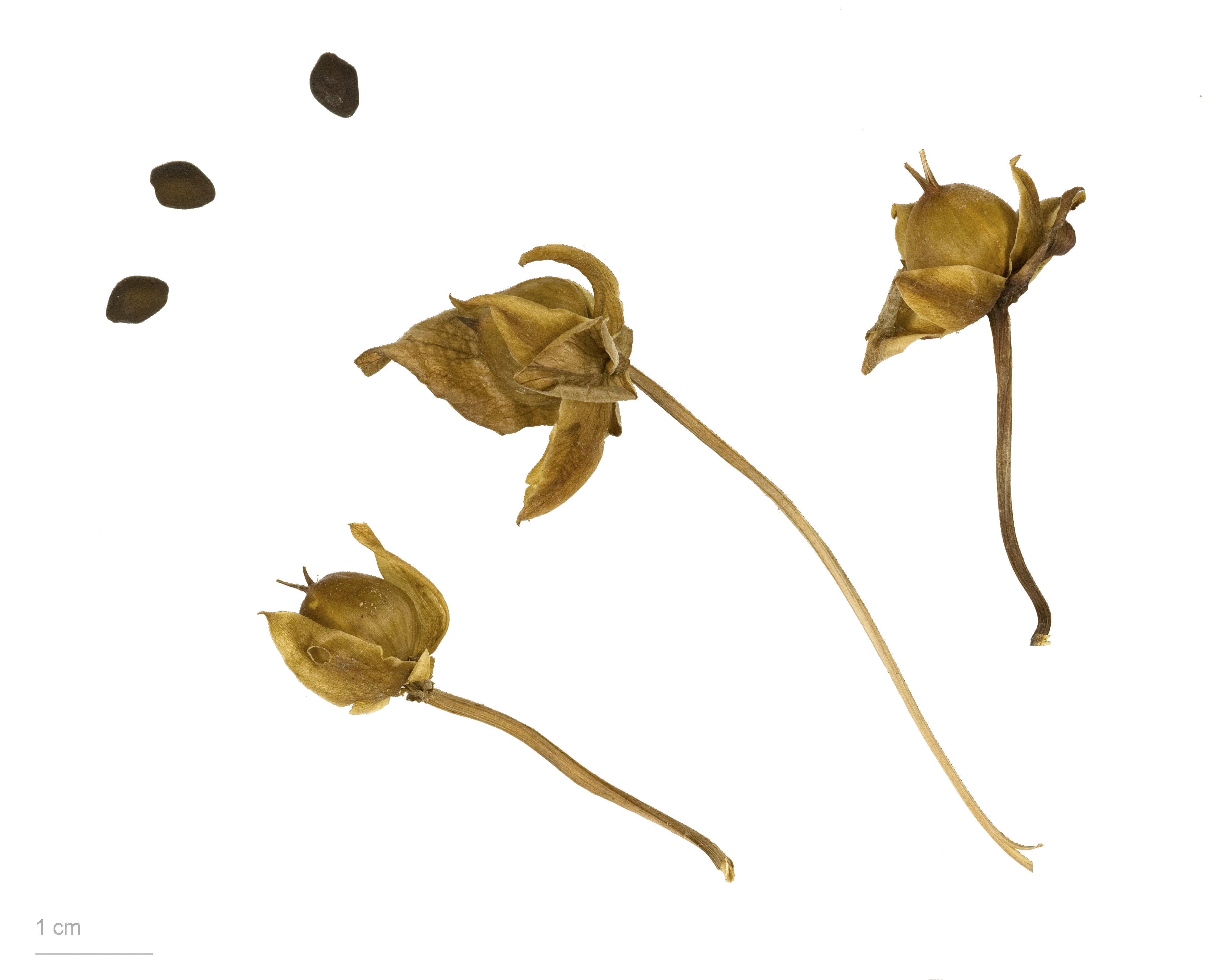
Früchte und Samen

### Vegetative Merkmale
Die Echte Zaunwinde wächst als kletternde, sommergrüne, ausdauernde krautige Pflanze. Es werden kriechende Rhizome als Überdauerungsorgane gebildet. Sie besitzt grüne, windende Sprossachsen. Die wechselständig angeordneten Laubblätter sind in Blattstiel und Blattspreite gegliedert. Die Blattspreite ist einfach, sie ist aus pfeilförmigem Grund eiförmig-länglich bis dreieckig. Es sind keine Nebenblätter vorhanden. Die Blattöhrchen sind stumpf oder spitz oder lappig grobzähnig gestutzt.

### Generative Merkmale
Die Blütezeit liegt zwischen Mai und September. Unterhalb der Blütenstiele befinden sich außen zwei deutlich ausgeprägte, grüne Hochblätter. Die zwittrige Blüte ist radiärsymmetrisch und fünfzählig mit doppelter Blütenhülle. Die beiden Vorblätter sind eiförmig oder herz-eiförmig und decken den Kelch teilweise. Die Kelchzipfel sind herzförmig-lanzettlich oder schmal eiförmig. Die weiße, trichterförmige Blütenkrone besitzt einen Durchmesser von 5 bis 7 Zentimetern. Die Staubblätter sind kürzer als der Griffel und am Grund verbreitert. Der Nektarring am Grund des Fruchtknotens ist gelb. Der Fruchtknoten ist oberständig. Es werden Kapselfrüchte gebildet. Jede Kapsel enthält 4, seltener 3 Samen.  Die eiförmigen Samen sind 4 bis 6 Millimeter lang, schwarz und 25 bis 30 mg schwer.
Die Chromosomenzahl beträgt 2n = 22 oder 24.

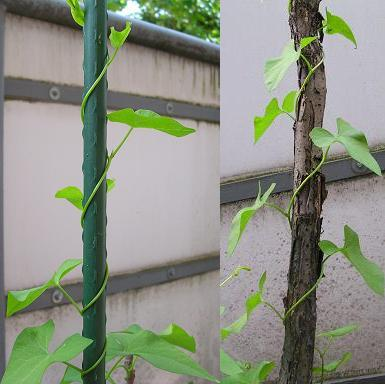
Linkswindende Sprossachse mit einer Steigung von ungefähr 60°

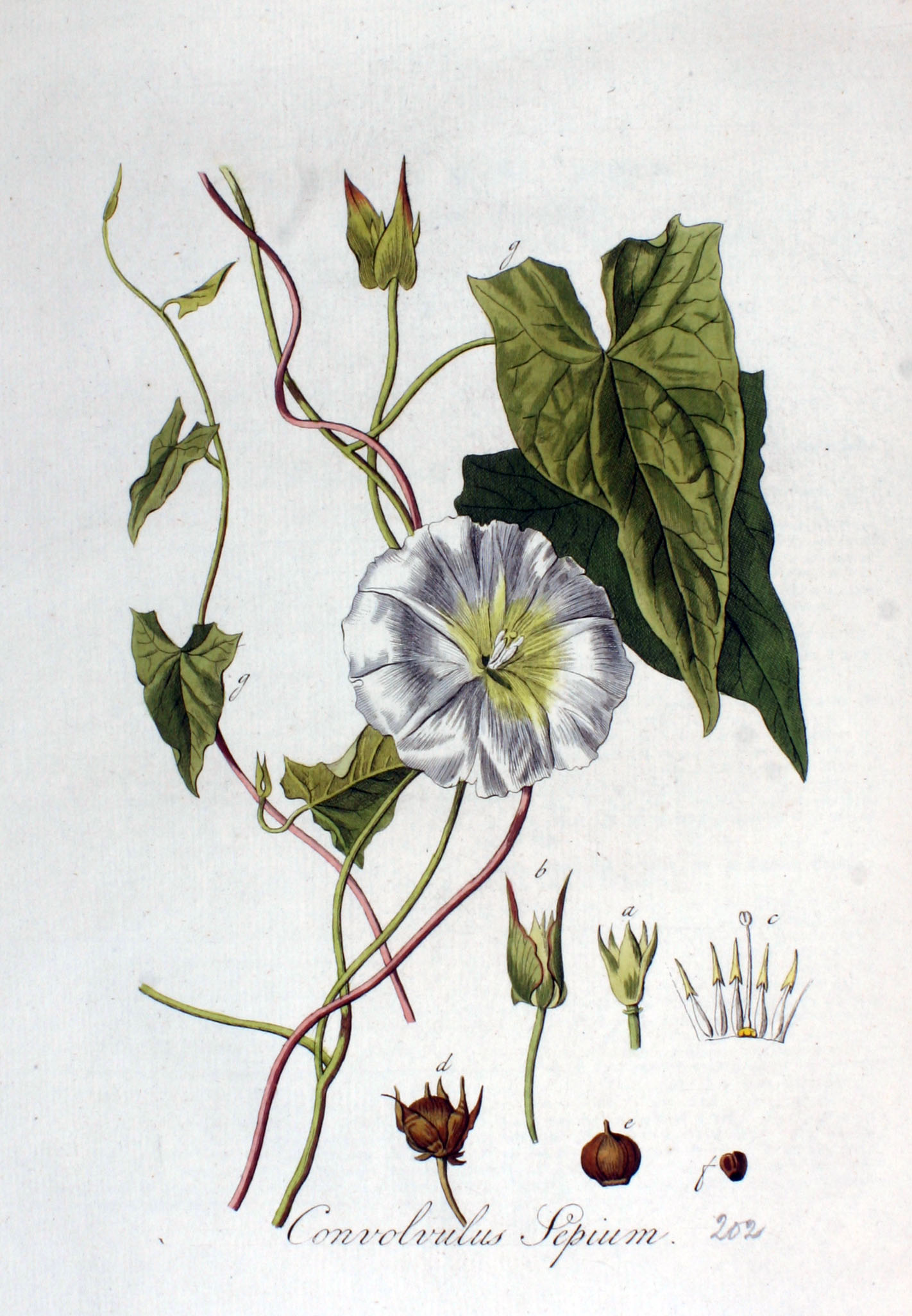
Illustration aus Flora Batava, Band 3

## Ökologie
Die Echte Zaunwinde ist ein Hemikryptophyt und eine windende Kletterpflanze. Die Endabschnitte der Ausläufer bilden kurze Sprossknollen. Die vegetative Vermehrung erfolgt durch die weithin kriechenden Rhizome bzw. Bruchstücke davon, beispielsweise durch Wühlmäuse und Gartenarbeit. Sie wurzelt bis zu 70 Zentimeter tief.
Die Zaunwinde gehört wegen ihrer weit kriechenden, unterirdischen Rhizome zu den Kriechpionierpflanzen. Die Spitzen der Sprossachsen führen kreisförmige Suchbewegungen (eine Umdrehung in 1 h 45 min) von oben gesehen, entgegen dem Uhrzeigersinn durch (Linkswinder), um sich an einer geeigneten Unterlage emporwinden zu können.
Die Blüten sind auch nachts geöffnet, aber bei trübem Wetter geschlossen. Die Bestäubung erfolgt durch Nachtschmetterlinge (Schwärmer) und Schwebfliegen. Hauptbestäuber ist der Windenschwärmer (Herse convolvuli) mit seinem 8 Zentimeter langen Rüssel; er ist ein jährlich aus Südeuropa zu uns fliegender Wanderfalter. Auch Selbstbestäubung ist erfolgreich.
Die Früchte sind bei Trockenheit mit Längsrissen aufspringende Kapselfrüchte, die von den Vorblättern eingehüllt sind. Sie werden meist vom Wind ausgeschüttelt oder bei Überschwemmung ausgespült; bei dieser Schwimmausbreitung kann die Schwimmdauer bis zu 33 Monate dauern. Fruchtreife ist von Juni bis September.

## Vorkommen
Die Echte Zaunwinde ist in den gemäßigten bis subtropischen Gebieten der Erde weit verbreitet.
Die Echte Zaunwinde kann fast überall in Deutschland, Österreich und der Schweiz gefunden werden. Hier wächst sie zumeist in Hecken oder dichtem Gestrüpp. Sie ist in Mitteleuropa eine Charakterart der Ordnung Convolvuletalia sepium, kommt aber auch in Gesellschaften der Ordnung Glechometalia oder der Verbände Arction oder Salicion albae vor. In den Allgäuer Alpen steigt sie bis zu einer Höhenlage von 900 Metern auf. Im Schanfigg in der Schweiz steigt sie bis 1440 Meter, im Kanton Wallis bis 1500 Meter Meereshöhe auf.
Die ökologischen Zeigerwerte nach Landolt et al. 2010 sind in der Schweiz: Feuchtezahl F = 3+w (feucht aber mäßig wechselnd), Lichtzahl L = 3 (halbschattig), Reaktionszahl R = 4 (neutral bis basisch), Temperaturzahl T = 3+ (unter-montan und ober-kollin), Nährstoffzahl N = 4 (nährstoffreich), Kontinentalitätszahl K = 2 (subozeanisch).

## Inhaltsstoffe
Die Echte Zaunwinde enthält Calystegine, das sind polyhydroxylierte Nortropan-Alkaloide, die sich in ihrer Biosynthese von der Tropan-Alkaloidbiosynthese ableiten. Calystegin A3 und B2 kommen in allen Pflanzenorganen vor.

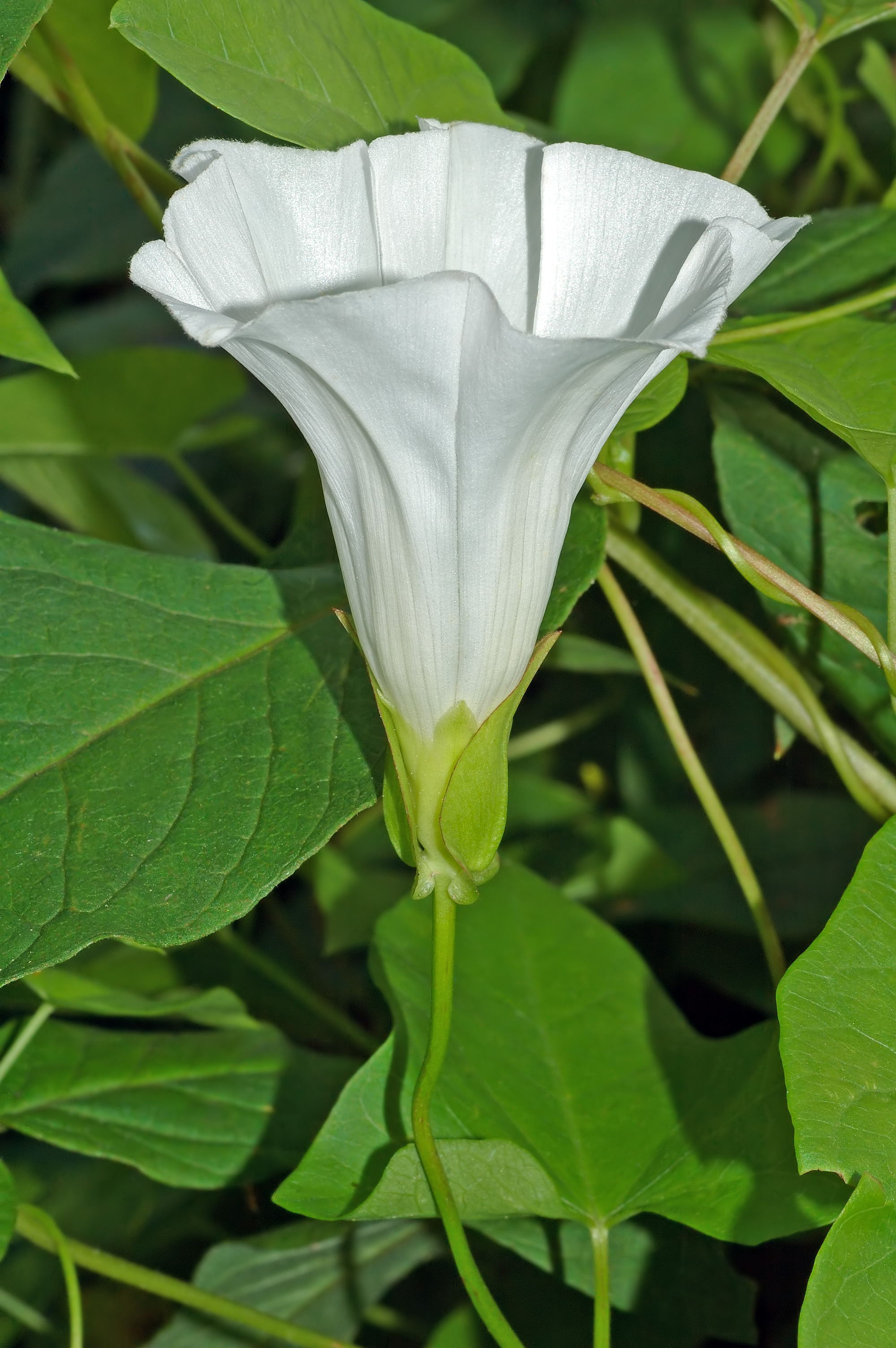
Blüte von der Seite von Calystegia sepium subsp. sepium

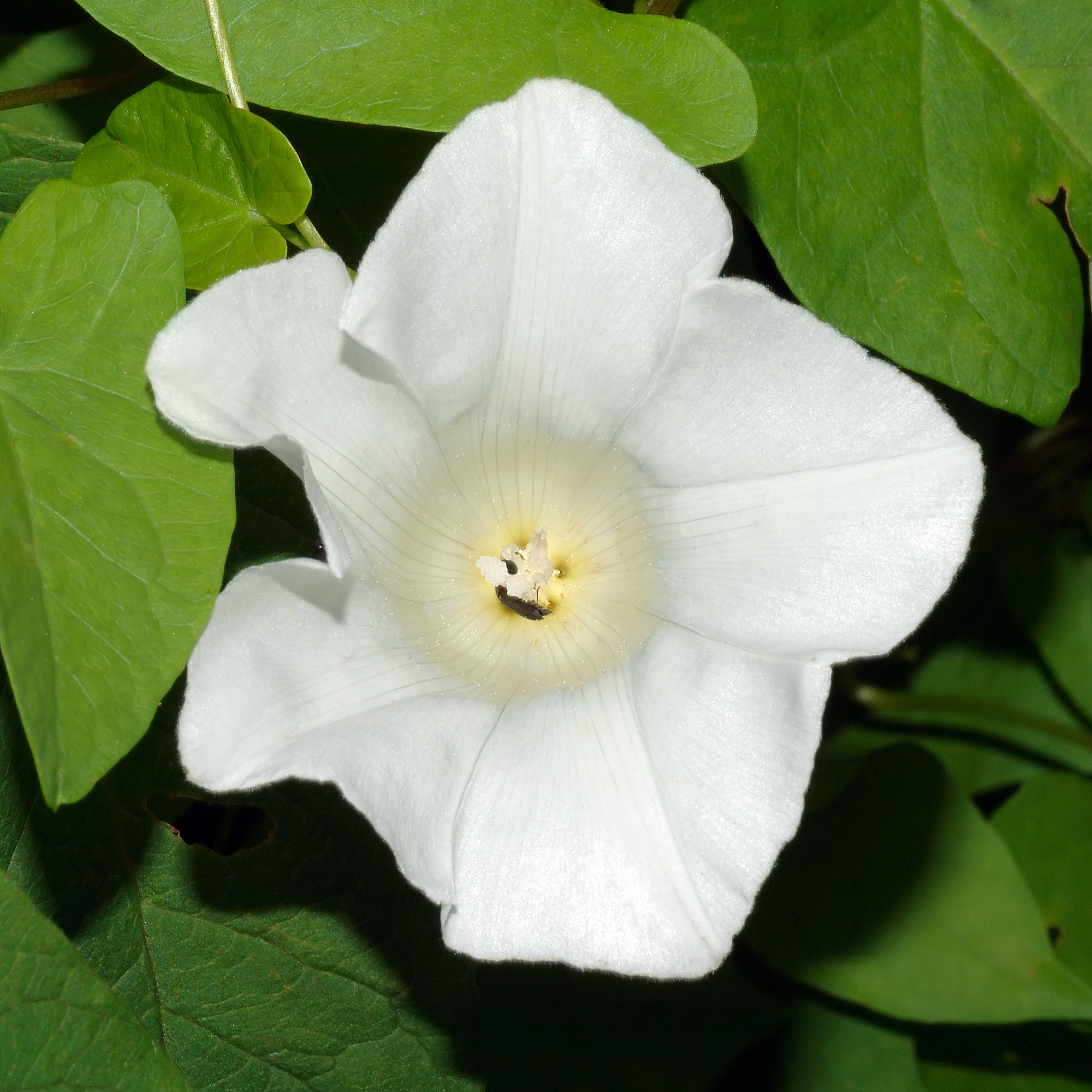
Blüte von oben von Calystegia sepium subsp. sepium

## Systematik
Die Erstveröffentlichung erfolgte 1753 unter dem Namen (Basionym) Convolvulus sepium durch Carl von Linné. Die Neukombination zu Calystegia sepium (L.) R.Br. wurde 1810 durch Robert Brown in Prodromus Florae Novae Hollandiae et Insulae van-Diemen S. 483 veröffentlicht.
Je nach Autor gibt es von Calystegia sepium einige Unterarten:
- Calystegia sepium subsp. americana (Sims) Brummitt: Sie ist von Kanada bis in die USA verbreitet und kommt außerdem auf den Azoren, auf Tristan da Cunha sowie in Südafrika vor.[6]
- Calystegia sepium subsp. angulata Brummitt: Sie kommt in Kanada und in den USA vor.[6]
- Calystegia sepium subsp. appalachiana Brummitt: Sie kommt in Nordamerika von Minnesota bis New Brunswick und North Carolina vor.[6]
- Calystegia sepium subsp. baltica Rothm.: Sie besitzt zartrosa gefärbte Blüten, behaarte Blattstiele, in Gebüschen, Schilfrändern und ist in der Baltischen Region vor allem an der Ostsee zu finden.[6]
- Calystegia sepium subsp. binghamiae (Greene) Brummitt: Sie kam nur im westlichen Kalifornien vor, wird aber heute als eigenständige Art Calystegia binghamiae (Greene) Brummitt angesehen.[6]
- Calystegia sepium subsp. erratica Brummitt: Sie kommt in den USA vor.[6]
- Calystegia sepium subsp. limnophila (Greene) Brummitt: Sie ist vom kanadischen New Brunswick über die USA bis ins nordwestliche Mexiko und in Peru weitverbreitet.[6]
- Calystegia sepium subsp. roseata Brummitt: Sie kommt in Nord- und Westeuropa, in Australien, in Neuseeland und auf der Osterinsel vor.[6]
- Calystegia sepium (L.) R.Br. subsp. sepium (Syn.: Convolvulus maritimus Gouan, Convolvulus major Gilib., Volvulus sepium (L.) Medik., Convolvulus laetus Salisb., Calystegia maximiliana Nees, Convolvulus maximiliani Nees, Calystegia sepium var. maritima (Gouan) Choisy, Convolvulus crassipes Kunze ex Choisy, Calystegia obtusa Pomel, Convolvulus sepincola St.-Lag., Convolvulus acutifolius Phil. ex Reiche, Convolvulus nashii House): Sie ist von Makaronesien über den Mittelmeerraum und Europa bis ins nordwestliche China und Afghanistan verbreitet.[6] Sie besitzt weiße Blüten und gedeiht in Mitteleuropa in Hecken und an Zäunen.
- Calystegia sepium subsp. spectabilis Brummitt: Sie kommt von Sibirien bis Japan vor.[6]

## Trivialnamen
Für die Echte Zaunwinde bestehen bzw. bestanden auch die weiteren deutschsprachigen Trivialnamen: Bärwinde (Schlesien), Bettlerseil, Brunestock (Schlesien), Dagblöme (Ostfriesland), Wiss Glockenblockelblume uf den Zunen (mittelhochdeutsch), Glockenblum (mittelhochdeutsch), Glockenplum (mittelhochdeutsch), Weiß Glockenblumen, Glogga (St. Gallen bei Sargans), Haagglocke (Aargau), Heckenwinde (Schlesien), Pisspott (Ostfriesland), Pisspottje (Ostfriesland), Rägabluame (St. Gallen), Rägaglogge (St. Gallen), Regenblume (Bern, Luzern, Aargau), Stockwinn (Eifel, Altenahr), Theeköppke (Ostfriesland), Tunnwinn (Mecklenburg), Tunried (Mecklenburg), Wängd (Siebenbürgen), Grote Wedewinde (mittelhochdeutsch), Grote Wedewindeblomen (mittelhochdeutsch), Grote Wedewindeglocken (mittelhochdeutsch), Wewinne (Götting.), Wewinneke (Götting.), Groß Wind, Glatt Wind, Winda, Winde, Windekrut, Winderling, Weiße Winde (Schlesien), Weiß Windglocken, Windla (St. Gallen bei Werdenberg), Windrose (St. Gallen bei Sargans), Wrange, Zaunglocken (Eifel), Zaunreben (Salzburg) und Zaunwinde.